# Der Roland von Berlin
Der Roland von Berlin è un'opera lirica in quattro atti di Ruggero Leoncavallo. L'opera fu commissionata al compositore dall'imperatore Guglielmo II. Il testo del libretto, ispirato al romanzo di Willibald Alexis, fu scritto in italiano dallo stesso Leoncavallo, e tradotto in tedesco da Georg Droescher, per la prima rappresentazione al Staatsoper Unter den Linden di Berlino con Emmy Destinn.
La prima rappresentazione italiana avvenne a Napoli, il 19 gennaio 1905, al Teatro San Carlo, con il titolo italiano Rolando.

## Trama
La narrazione è ambientata a Berlino, nel 1422. Il tessitore Mollner ama la figlia del borgomastro, ma la relazione è ostacolata dall'appartenenza a classi sociali diverse. Il giovane è scelto come capo della rivolta degli artigiani contro la classe dei nobili, ed è soprannominato Rolando, come il paladino effigiato nella statua posta in una piazza berlinese. Il principe elettore Federico Hohenzollern, arrivato in città in incognito, comprende le motivazioni e la richiesta di equità sociale dei rivoltosi, poi interviene con l'esercito per sedare la rivolta e portare giustizia. Durante l'assedio, Mollner si comporta in modo eroico, ma è ucciso per errore.